# Stefano Allocchio
Stefano Luigi Allocchio (ur. 18 marca 1962 w Mediolanie) – włoski kolarz torowy i szosowy, dwukrotny medalista torowych mistrzostw świata.

## Kariera
Pierwsze sukcesy w karierze Stefano Allocchio osiągnął w 1983 roku, kiedy zdobył złote medale mistrzostw kraju w madisonie i drużynowym wyścigu na dochodzenie. Rok później wystartował na igrzyskach olimpijskich w Los Angeles, gdzie zajął czternastą pozycję w wyścigu punktowym. Na mistrzostwach świata w Bassano w tej samej konkurencji Włoch zajął trzecie miejsce wśród zawodowców, ulegając jedynie dwóm Szwajcarom: Ursowi Freulerowi i Hansowi Ledermannowi. Wyczyn ten Allocchio powtórzył na rozgrywanych w 1986 roku mistrzostwach świata w Colorado Springs, gdzie wyprzedzili go tylko Freuler oraz Belg Michel Vaarten. Stefano startował również w wyścigach szosowych – wygrał między innymi dwa etapy Giro d’Italia w 1985 i 1980 roku oraz jeden etap Vuelta a España w 1989 roku, jednak w klasyfikacjach generalnych plasował się na odległych pozycjach. Ponadto pięciokrotnie zdobywał mistrzostwo kraju w kolarstwie torowym.